# Hrabstwo Pope (Minnesota)
Hrabstwo Pope (ang. Pope County) – hrabstwo w stanie Minnesota w Stanach Zjednoczonych. Hrabstwo zajmuje powierzchnię 1857 km². Według szacunków United States Census Bureau w roku 2010 liczyło 10 995 mieszkańców. Siedzibą administracyjną hrabstwa jest Glenwood.

## Miasta
- Brooten
- Cyrus
- Farwell
- Glenwood
- Long Beach
- Lowry
- Sedan
- Starbuck
- Villard
- Westport